# Vermogen en wijsheid
Vermogen en wijsheid (Engelse titel: Assassin's Quest) is het derde boek uit de Boeken van de Zieners-trilogie, geschreven door de Amerikaanse auteur Margaret Lindholm (pseudoniem: Robin Hobb). Het verhaal gaat verder op de eerste twee boeken en is het slot van de boeken van de zieners.

## Samenvatting van het boek
FitzChevalric Ziener is vermoord. Hij is dood en begraven. Althans dat denkt koning Regaal. Fitz is gestorven in de kerker nadat hij met behulp van zijn wijsheid in het lichaam van wolf Nachtogen was gegaan. Nadat het rijk over was genomen en de koninklijke zetel naar Oversteek was verplaatst, werd Fitz weer mens in zijn eigen lichaam. Op Burrich en Chade na dacht iedereen dat Fitz dood was.
Nadat hij uit Nachtogen weer tot leven was gekomen was hij meer een dier dan een mens. Burrich en Chade probeerden hem met vallen en opstaan weer mens te maken. Toen dit eenmaal was gelukt was Fitz blind van woede na de mishandelingen die hij had doorstaan in de kerker van Regaal. Hij wilde wraak en was erg gebrand om koning Regaal om te brengen.
Fitz gaat, samen met Nachtogen, op reis richting Oversteek met als doel Regaal en de Coterie uit te moorden. Hier ontmoet hij Spreeuw Vogelzang, een minstreel. Ook ontmoet hij hier Ketel, een oude vrouw, met gruwelijk veel kennis van het Vermogen. Zijn plan om Regaal te vermoorden mislukt omdat Will, leider van de Coterie, Fitz misleid heeft en hem liet denken dat hij ergens anders was. Fitz werd wederom vastgezet, maar komt vrij dankzij Spreeuw en Ketel. Spreeuw heeft Fitz herkend voor wie hij is, dit wil ze uitbuiten om een lied te maken wat iedereen zal herinneren. Hierna vertrekt hij in de richting van Bergrijk, Veritas heeft hem namelijk opgeroepen om erheen te komen.
Fitz gaat samen met Nachtogen, Spreeuw, Ketel en een hele groep smokkelaars richting het Bergrijk. Alle wegen zijn namelijk afgezet en er mag niemand langs. Volgens Regaal is het Bergrijk de vijand. Op de grens wordt hij met zijn groepje opgewacht door wachters van Regaal, waar ze weg van kunnen komen.
Fitz reist verder met zijn groep. Ze gaan richting Jhaampe. Eenmaal daar aangekomen blijkt koningin Kettricken woedend te zijn op Fitz, omdat ze hem niet vertrouwd heeft met zijn plan om zijn lichaam te verlaten. Ook de Nar is daar, die heel iemand anders blijkt te zijn dan alleen een Nar. Hij is de Witte Profeet. Een laatste in de rij van vele witte profeten. De Nar heeft veel voorspellingen over Fitz gedaan, blijkt verder in het boek. Fitz is de Katalysator, degene die in de voorspellingen van de Witte Profeet de hele geschiedenis verandert.
De Groep gaat op reis. Fitz, de Nar, Kettricken, Ketel, Spreeuw en Nachtogen volgen een weg die met het Vermogen is gemaakt. Hij werd gemaakt door de ouderlingen. Fitz wordt er helemaal gek van, ook de Nar blijkt er niet tegen te kunnen. Daarom loopt en slaapt Fitz naast de weg. Ergens op het midden van de reis staat er een zwarte obelisk, die Fitz op aanraking verplaatst naar een oude stad van de ouderlingen, waar hem een rijk wordt getoond met allemaal draken. Hij komt te weten dat dit de ouderlingen zijn.
Het reisgezelschap vindt uiteindelijk koning Veritas, die in niets meer lijkt op wie hij was toen hij vertrok op zijn queeste. Ze vinden de koning uitgemergeld en afgepeigerd terug. In een steengroeve is Veritas bezig met het uithakken van een draak. Hij gelooft dat draken tot leven komen als ze uitgehakt zijn. Dit is de laatste hoop van het Koninkrijk der zes Hertogdommen, aangezien hij niet in staat is geweest om de andere stenen draken tot leven te wekken.
Ketel gaat Veritas meehelpen. Ketel onthult dat ze vroeger, 200 geleden, in een coterie diende. Ze is zo lang in leven gebleven door een gebruik van het vermogen dat tegenwoordig onbekend is. Ketel en Veritas stoppen al hun emoties in de draak, waarmee ze ervoor zorgen dat de levensenergie steeds sterker wordt.
De Nar wordt geroepen door de Wijsheid van een andere draak. Het is een stenen beeld van een draak met een meisje op zijn rug. Doordat ze nog maar heel weinig levensenergie voelen, voelt de Nar zich geroepen om haar uit te hakken, voor het te laat is.
Fitz leert ondertussen in een vermogensdroom dat zijn geliefde, Mollie Kaarsenmaakster, verliefd is geworden op de oude stalmeester van de Hertenhorst, Burrich. Fitz wordt eerst gek, omdat hij ook een dochter samen met haar heeft, Netel. Maar na een tijdje kan hij het aannemen. Burrich kan toch beter voor haar zorgen, neemt de hij aan. Hij was al een jaar niet bij haar geweest. Dus Burrich was eigenlijk de vader van Netel. Daarom laat hij ze met rust.
Ketel en Veritas zijn na een tijd klaar met het uithakken van de Draak. Ze proberen alles maar er gebeurt niks. Alles dreigt voor niets te zijn geweest. Maar Fitz voelt nu overduidelijk de wijsheid van de Draak. Hij raakt de draak aan met een bebloede hand en vormt een wijsheidsband. Ketel en Veritas worden er in opgenomen. De draak is tot leven gekomen.
Hij weet nu hoe hij ze tot leven moet wekken, Wijsheid en bloed. Nachtogen en Fitz gaan als een gek aan het werk om alle draken tot leven te wekken. Veritas-als-draak reist naar de Hertenhorst. Daar aangekomen vernielt hij het leger van de Rode Kapers samen met de andere draken. Ook de draak van de Nar is tot leven gekomen. Met een heel drakenleger reist Veritas het hele land af om de Rode Kapers te verslaan.
Het land komt tot vrede. Veritas en Kettricken krijgen een kind, Prins Plicht. FitzChevalric wordt officieel ontslagen als Moordenaar des Konings. Hij gaat samen met Nachtogen de wijde wereld in. Weg van Regaal, de Coterie en de intriges van de Hertenhorst.